# Trophée Andros 2013
Navigation
Édition précédente Édition suivante
Le Trophée Andros 2012-2013 est la vingt-quatrième saison du Trophée Andros et se déroule du 8 décembre 2012 au 2 février 2013 sur un total de sept manches.

## Repères de débuts de saison
Le calendrier est presque le même que la saison précédente. 
- Olivier Panis et Bérénice Demoustier intègrent l'équipe Dacia (Tork Engineering).

## Engagés
| Équipe               | Voiture         | No. | Pilote                | Cat. | Manches |
| -------------------- | --------------- | --- | --------------------- | ---- | ------- |
| Speed Aventure       | Citroen DS3     | 1   | Benjamin Rivière      |      | toutes  |
| Speed Aventure       | Citroen DS3     | 1   | Emilie Petit          | B    | 3       |
| Speed Aventure       | Citroen DS3     | 5   | Christophe Ferrier    |      | 2       |
| Speed Aventure       | Citroen DS3     | 5   | Jacques Villeneuve    |      | 3-4,6-7 |
| Speed Aventure       | Citroen DS3     | 5   | Romain Dumas          |      | 5       |
| Speed Aventure       | Citroen DS3     | 5   | Laurent Barbieri      | B    | toutes  |
| Speed Aventure       | Citroen DS3     | 8   | Olivier Pernaut       |      | toutes  |
| Speed Aventure       | Citroen DS3     | 8   | Jean-Pierre Pernaut   | B    | toutes  |
| Saintéloc Racing     | Mini Countryman | 2   | Jean-Philippe Dayraut |      | toutes  |
| Saintéloc Racing     | Mini Countryman | 2   | Ludovic Gherardi      | B    | 1       |
| Saintéloc Racing     | Mini Countryman | 7   | Bertrand Balas        |      | toutes  |
| Saintéloc Racing     | Mini Countryman | 7   | Gérald Fontanel       | B    | toutes  |
| Saintéloc Racing     | Ford Fiesta     | 9   | Didier Thoral         |      | toutes  |
| Saintéloc Racing     | Ford Fiesta     | 9   | Guy Mottard           | B    | 1-5     |
| Saintéloc Racing     | Ford Fiesta     | 9   | Thierry Joncoux       | B    | 6       |
| Saintéloc Racing     | Ford Fiesta     | 11  | Eddy Bénézet          |      | 1-2,5,7 |
| Saintéloc Racing     | Ford Fiesta     | 11  | Dominique Chianale    | B    | 1,3,5,7 |
| Saintéloc Racing     | Ford Fiesta     | 11  | Nabil Karam           | B    | 4       |
| Saintéloc Racing     | Ford Fiesta     | 15  | Robert Consani        |      | 1       |
| Saintéloc Racing     | Ford Fiesta     | 15  | Jacques Wolff         | B    | 1       |
| Saintéloc Racing     | Ford Fiesta     | 15  | Gregor Raymondis      |      | 2       |
| Saintéloc Racing     | Ford Fiesta     | 15  | Didier Sirgue         | B    | 2       |
| Tork Engineering     | Dacia Lodgy     | 3   | Olivier Panis         |      | toutes  |
| Tork Engineering     | Dacia Lodgy     | 3   | Bérénice Demoustier   | B    | toutes  |
| DA Racing            | Renault Clio    | 4   | Jean-Baptiste Dubourg |      | toutes  |
| DA Racing            | Renault Clio    | 4   | Andréa Dubourg        | B    | toutes  |
| Racing Developpement | Toyota Auris    | 10  | Serge Lubrano         |      | toutes  |
| Racing Developpement | Toyota Auris    | 10  | Lionel Daziano        | B    | toutes  |
| Team Knapick         | BMW Série 1     | 12  | Hervé Knapick         |      | 1-5,7   |
| Team Knapick         | BMW Série 1     | 12  | Anne-Sophie Lemonnier | B    | 1-3     |
| Team Knapick         | BMW Série 1     | 12  | Marie-laure Lemonnier | B    | 4,7     |
| Team Knapick         | BMW Série 1     | 12  | Stéphane De Ganay     | B    | 5       |
| Sodifuel Racing      | Renault Clio    | 14  | Guillaume Maillard    |      | 1-5     |
| Sodifuel Racing      | Renault Clio    | 14  | Cyril Calmon          | B    | 1-5     |

| Icône | Catégorie |
| ----- | --------- |
| B     | Pilote B  |

## Calendrier de la saison 2013
Le calendrier 2013 est composé de 6 épreuves en France et 1 en Andorre
| Manche | Manche | Date        | Événement                           | Circuit                      | Lieu                 | Pays                              |
| ------ | ------ | ----------- | ----------------------------------- | ---------------------------- | -------------------- | --------------------------------- |
| 1      | C1     | 8 décembre  | Trophée Andros Val Thorens          | Circuit de Glace Alain Prost | Val Thorens          | Savoie, Rhône-Alpes, France       |
| 1      | C2     | 9 décembre  | Trophée Andros Val Thorens          | Circuit de Glace Alain Prost | Val Thorens          | Savoie, Rhône-Alpes, France       |
| 2      | C1     | 15 décembre | Trophée Andros Andorre              | Grandvalira Circuit          | Grandvalira          | Andorre                           |
| 2      | C2     | 16 décembre | Trophée Andros Andorre              | Grandvalira Circuit          | Grandvalira          | Andorre                           |
| 3      | C1     | 21 décembre | Trophée Andros Alpe d'Huez          | Circuit de l'Eclose          | L'Alpe d'Huez        | Isère, Rhône-Alpes, France        |
| 3      | C2     | 22 décembre | Trophée Andros Alpe d'Huez          | Circuit de l'Eclose          | L'Alpe d'Huez        | Isère, Rhône-Alpes, France        |
| 4      | C1     | 11 janvier  | Trophée Andros Isola 2000           | Circuit de glace Vacherie    | Isola 2000           | Alpes-Maritimes, Provence, France |
| 4      | C2     | 12 janvier  | Trophée Andros Isola 2000           | Circuit de glace Vacherie    | Isola 2000           | Alpes-Maritimes, Provence, France |
| 5      | C1     | 18 janvier  | Trophée Andros Lans en Vercors      | Circuit des Montagnes        | Lans-en-Vercors      | Isère, Rhône-Alpes, France        |
| 5      | C2     | 19 janvier  | Trophée Andros Lans en Vercors      | Circuit des Montagnes        | Lans-en-Vercors      | Isère, Rhône-Alpes, France        |
| 6      | C1     | 26 janvier  | Trophée Andros Saint Dié            | Circuit automobile Géoparc   | Saint-Dié-des-Vosges | Vosges, Lorraine, France          |
| 6      | C2     | 26 janvier  | Trophée Andros Saint Dié            | Circuit automobile Géoparc   | Saint-Dié-des-Vosges | Vosges, Lorraine, France          |
| 7      | C      | 2 février   | Trophée Andros Clermont-Super Besse | Circuit de Glace Super-Besse | Super-Besse          | Puy-de-Dôme, Auvergne, France     |

## Déroulement de la saison et faits marquants du championnat

### Val Thorens
Le vendredi et le samedi, la météo se montre capricieuse. À cause d’importantes chutes de neige et du brouillard, plusieurs séances sont reportées, voir annulées.
C’est de nuit et dans le brouillard, que les voitures « Elites Sup » s’élancent. Dayrault s’impose sans avoir été inquiété.
Le vainqueur de la finale "Elite 1" , Benjamin Rivière ainsi que Olivier Panis complètent le podium final.
Le dimanche, le temps est plus dégagé. Gérald Fontanel, sur Mini, s’infiltre parmi les leaders pour remporter la finale Elite Sup. Jean-Baptiste Dubourg (Renault Clio), vainqueur de l’Elite, est 2e. Dayrault, 2e de la finale dominicale, fait une belle opération au championnat.

### Andorre
La deuxième manche du trophée 2013 se déroule sur le circuit de Grandvalira, au pied du Pas de la Casa. Jean-Philippe Dayraut, triple vainqueur du Trophée, et Benjamin Rivière, vice-champion l'an dernier, ont remporté une course chacun lors de l'étape andorrane.

### Alpe d'Huez
Les concurrents du Trophée Andros 2012-2013 se retrouvaient à l’Alpe d’Huez pour la troisième manche de cette saison avant d’effectuer une courte trêve. Ce rendez-vous était marqué par le retour de Jacques Villeneuve. Dayraut était à nouveau imbattable malgré le lest emporté à bord de sa Mini. Le leader provisoire du classement a en effet remporté les deux courses programmées, à chaque fois devant Olivier Panis sur sa Dacia Lodgy alignée par Tork. Olivier Panis repart ainsi de l’Alpe d’Huez en deuxième position au classement provisoire tout en accusant un retard de 19 points sur Dayraut.  

### Isola 2000
Le Trophée Andros est à Isola 2000 pour sa course de rentrée après les fêtes de fin d’année. Benjamin Rivière remporte la course et empoche les 80 points de la victoire. Il devance JB Dubourg et JP Dayraut qui conserve toujours une large avance au général. A la quatrième place on retrouve Bertrand Balas juste devant Jacques Villeneuve.
L’une des contre-performances du jour est à mettre au crédit d’Olivier Panis. Alors 2e du classement général, le Lyonnais n’a pu faire mieux que la 9e place. Gérald Fontanel quant à lui ne réussit pas à retrouver le niveau qu'il avait lors de la 2e course de Val Thorens. Au classement général Dayraut conserve 25 points d’avance sur Rivière désormais 2e.
La course 2 est remportée par le surprenant Serge Lubrano, qui vient s'immiscer dans la bagarre pour le titre.

### Lans en Vercors
Dayraut devance Olivier Panis en course 2. Sur la troisième marche du podium on retrouve Benjamin Rivière qui ne perd que 3 points sur Panis et le maintient derrière au général (à 19 points). 4e et 5e, les frères Dubourg auront été les grands animateurs de ce weekend à Lans en Vercors. Au classement général, les deux frères (4 et 5 également) se tiennent dans un mouchoir et il est difficile de dire lequel devancera finalement l’autre.
Bertrand Balas décroche la 6e place devant le rookie Romain Dumas 7e. Dumas pourrait bien rapidement se mêler à la fête pour les premières places tant son adaptation semble rapide. Vainqueur le weekend dernier, Serge Lubrano n’a pas vécu le même weekend cette fois-ci. Il finit 16e de cette course 2. Au général on retrouve donc largement en tête Dayraut, devant Rivière, Panis et les frères Dubourg.

## Résultats de la saison 2013
| Manche | Manche | Événement                           | Pilote vainqueur      | Équipe gagnante      |
| ------ | ------ | ----------------------------------- | --------------------- | -------------------- |
| 1      | C1     | Trophée Andros Val Thorens          | Jean-Philippe Dayraut | Saintéloc Racing     |
| 1      | C2     | Trophée Andros Val Thorens          | Gérald Fontanel       | Saintéloc Racing     |
| 2      | C1     | Trophée Andros Andorra              | Jean-Philippe Dayraut | Saintéloc Racing     |
| 2      | C2     | Trophée Andros Andorra              | Benjamin Rivière      | Speed Aventure       |
| 3      | C1     | Trophée Andros Alpe d'Huez          | Jean-Philippe Dayraut | Saintéloc Racing     |
| 3      | C2     | Trophée Andros Alpe d'Huez          | Jean-Philippe Dayraut | Saintéloc Racing     |
| 4      | C1     | Trophée Andros Isola 2000           | Benjamin Rivière      | Speed Aventure       |
| 4      | C2     | Trophée Andros Isola 2000           | Serge Lubrano         | Racing Developpement |
| 5      | C1     | Trophée Andros Lans en Vercors      | Jean-Philippe Dayraut | Saintéloc Racing     |
| 5      | C2     | Trophée Andros Lans en Vercors      | Jean-Philippe Dayraut | Saintéloc Racing     |
| 6      | C1     | Trophée Andros Saint Dié'           | Jean-Philippe Dayraut | Saintéloc Racing     |
| 6      | C2     | Trophée Andros Saint Dié'           | Jacques Villeneuve    | Speed Aventure       |
| 7      | C      | Trophée Andros Clermont-Super Besse | Jean-Baptiste Dubourg | DA Racing            |